# Bombo Beach
Bombo Beach är en strand i Australien. Den ligger i kommunen Kiama och delstaten New South Wales, i den sydöstra delen av landet, omkring 95 kilometer söder om delstatshuvudstaden Sydney.
Genomsnittlig årsnederbörd är 1 352 millimeter. Den regnigaste månaden är februari, med i genomsnitt 211 mm nederbörd, och den torraste är juli, med 36 mm nederbörd.